# Hans Atzesberger
Hans Atzesberger (* 22. Mai 1912; † unbekannt) war ein deutscher Fußballspieler.

## Karriere
Hans Atzesberger spielte zwischen 1939 und 1941 für den VfB Königsberg in der Gauliga Ostpreußen. Ab Beginn des Zweiten Weltkriegs dominierte der Verein die Gauliga und gewann ab der Spielzeit 1939/40 sämtliche ausgetragenen Gaumeisterschaften in Ostpreußen. Atzesberger gewann mit Königsberg 1940 und 1941 die Meisterschaft, die zur Teilnahme an der Deutschen Fußballmeisterschaft berechtigte. Ab 1941 spielte Atzesberger im Ruhrgebiet für Hamborn 07, einem Stadtteilverein von Duisburg. Dabei gewann er direkt die Gauliga Niederrhein 1941/42.

## Erfolge
mit dem VfB Königsberg
- Meister Gauliga Ostpreußen: 1940, 1941

mit Hamborn 07
- Meister Gauliga Niederrhein: 1942